# Turbonegro
Turbonegro (in Noorwegen ''Turboneger") is een Noorse band die hardrock, rock en punkrock combineren en omvormen tot 'death punk'.

## Bandleden
- Zang: The Duke of Nothing (echte naam Tony Sylvester)
- Bas/drums: Happy-Tom aka Tom of Norway aka Bongo (echte naam Thomas Seltzer)
- Leadgitaar: Euroboy (echte naam Knut Schreiner)
- Slaggitaar: Rune Rebellion aka Rune Protrude aka Brune (echte naam Rune Grønn)
- Keyboards/percussie/gitaar: Pål Pot Pamparius aka L. Ron Bud aka Max (echte naam Pål Bottger Kjærnes)
- Drums: Tommy Manboy

27 oktober 2007: Rune Rebellion speelde zijn laatste gig met Turbonegro, in Stavanger. Vanwege zijn lange afwezigheid stopt hij ermee. Hij verlaat de band niet volledig, maar blijft werkzaam in het management en bij het Scandinavian Leather label.
3 maart 2008: Chris Summers is gevraagd de band te verlaten, mede omdat hij al eerder 6 maanden tijdelijk uit de band is geweest vanwege een gebroken voet. Thomas Dahl heeft in die periode de drums overgenomen en hij gaat er nu mee verder.
15 Juli 2011: Turbonegro treedt weer op tijdens de Welt Turbojugend Tage 2011 met een nieuwe zanger: Tony Sylvester (38), ook bekend als The Duke of Nothing (van de gelijknamige punkband Dukes of Nothing).
Tevens worden nummers geschreven voor een nieuwe cd.
Op 15 november 2021 is oud zanger Hank Von Hell overleden.

## Turbojugend
De Turbojugend ("Turbojeugd") is de internationale fanclub van Turbonegro. Een lid van de Turbojugend kan worden herkend aan een jack van spijkerstof met het Turbojugend-logo op de rug gestickt. Deze jas wordt ook wel de "Kutte" genoemd.
Er zijn veel verschillende afdelingen van de fanclub over de hele wereld, in totaal meer dan 2300. Turbojugend Oslo is de grootste en het logo hiervan kan ook worden teruggevonden op bijna elke Turbonegro-cd.
Give me Friction, Baby is een boek over Turbonegro en de Turbojugend. Het is gepubliceerd op 1 april 2007.

## Discografie

### Studioalbums
- Hot Cars and Spent Contraceptives (1992)
- Helta Skelta (1993)
- Never is Forever (1994)
- Ass Cobra (1996)
- Apocalypse Dudes (1998)
- Scandinavian Leather (2003)
- Party Animals (2005)
- Retox (2007)
- Never Is Forever (2007)
- Sexual Harassment (2012)